# Baudin Peaks
Baudin Peaks är en bergstopp i Antarktis. Den ligger i Västantarktis. Argentina, Chile och Storbritannien gör anspråk på området. Toppen på Baudin Peaks är 750 meter över havet.
Terrängen runt Baudin Peaks är huvudsakligen kuperad, men åt sydväst är den platt. Havet är nära Baudin Peaks åt nordväst. Trakten är obefolkad. Det finns inga samhällen i närheten.